# Grid, Brașov
Grid este un sat în comuna Părău din județul Brașov, Transilvania, România.

## Istorie
Satul Grid a apărut în secolul al XIII-lea, însă este atestat documentar în anul 1519 când, Ladislau de Grid este menționat ca asesor-jurat la Cetatea Făgărașului (Pușcariu, I.C., 1904 - 1907). 
Din registrul conscripțiunii organizate în Ardeal, în anul 1733, la cererea episcopului unit de la Blaj Inocențiu Micu-Klein, afăm că în localitatea Grid erau recenzate un număr de 43 de familii, cu alte cuvinte erau vreo 215 locuitori. În Gridul anului 1733, funcționau doi preoți: unul unit: Sztán (adică Stan) și unul neunit, cu alte cuvinte ortodox, cu numele de Dregis (adică Drăghici). În localitate funcționa o biserică ortodoxă, dar nu exista casă parohială. De pe fânețele parohiei ortodoxe din Grid, se strângeau 4 care de fân (Foenata currum: 4). Numele preoților erau date în ortografie maghiară, deoarece rezultatele recensământului erau destinate unei comisii formate din neromâni, în majoritate unguri. Nu cunoaștem numele de familie ale preoților.